# Protobothrops trungkhanhensis
Espèce
Statut de conservation UICN

 EN B1ab(iii) : En danger
Protobothrops trungkhanhensis est une espèce de serpents de la famille des Viperidae.

## Répartition
Cette espèce est endémique de la province de Cao Bằng au Viêt Nam. Elle se rencontre entre 500 et 700 m.

## Description
C'est un serpent venimeux.

## Étymologie
Son nom d'espèce, composé de trungkhanh et du suffixe latin -ensis, « qui vit dans, qui habite », lui a été donné en référence au lieu de sa découverte, la réserve naturelle de Trung Khanh.

## Publication originale
- Orlov, Ryabov & Nguyen, 2009 : Two New Species of Genera Protobothrops Hoge et Romano-Hoge, 1983 and Viridovipera Malhotra et Thorpe, 2004 (Ophidia: Viperidae: Crotalinae) from Karst Region in Northeastern Vietnam. Part I. Description of a New Species of Protobothrops Genus. Russian Journal of Herpetology, vol. 16, n. 1.